# Demniol
Demniol est une commune rurale située dans le département de Gorgadji de la province du Séno dans la région Sahel au Burkina Faso.